# Peter Pears
Sir Peter Neville Luard Pears Orde de l'Imperi Britànic (Farnham, Surrey (Anglaterra), 22 de juny, 1910 - The Red House, Aldeburgh, Suffolk (Anglaterra), 3 d'abril, 1986), va ser un tenor anglès. La seva carrera va estar estretament relacionada amb el compositor Benjamin Britten, el seu company personal i professional durant gairebé quaranta anys.
La carrera musical de Pears va començar lentament. Al principi no estava segur de si concentrar-se a tocar el piano i l'orgue o cantar; No va ser fins que va conèixer a Britten l'any 1937 que es va dedicar de tot cor al cant. Un cop ell i Britten es van establir com a associació, el compositor va escriure moltes obres de concert i operes tenint en compte la veu de Pears, i el cantant va interpretar papers en més de deu òperes de Britten. A la sala de concerts, Pears i Britten feien celebrats recitalistes, coneguts especialment per les seves interpretacions de lieder de Schubert i Schumann. Junts van gravar la majoria de les obres escrites per a Pears per Britten, així com una àmplia gamma de música d'altres compositors. Treballant amb altres músics, Pears va cantar un extens repertori de música de quatre segles, des de l'època Tudor fins als temps més moderns.
Amb Britten, Pears va ser cofundador del Festival d'Aldeburgh el 1947 i de la "Britten-Pears School" el 1972. Després de la mort de Britten el 1976, Pears va continuar sent un participant actiu del festival i de l'escola, on va ser director de cant. La seva veu tenia un timbre distintiu, no per a tots els gustos; tanmateix, podia utilitzar la seva veu molt bé per cantar molts estils musicals.

## Vida i carrera
Pears era el més jove dels set fills d'Arthur Grant Pears i la seva dona, Jessie Elizabeth de Visme, de soltera Luard. Arthur Pears era un enginyer civil i un home de negocis d'èxit, que va passar gran part del seu temps treballant a l'estranger. Els biògrafs Christopher Headington i Donald Mitchell comenten dos aspectes contrastats en l'herència de Pears: la família Luard destacava per les seves connexions navals i militars, i al costat de Pears hi havia una forta tradició religiosa, tant anglicana com quàquera. [n 1] Mitchell comenta que el pacifisme de tota la vida de Pears va derivar del costat quàquer de la família, i afegeix:
| « | "De fet, hi havia alguna cosa del quàquer patrici en la seva aparença, maneres i fets. El seu encant i la seva cortesia habituals rarament el van abandonar." | » |

 Tot i que el seu pare, i de vegades la seva mare, estaven absents a l'estranger durant llargs períodes, Pears, evidentment, va tenir una infància feliç. Va gaudir dels seus dies escolars a la seva escola preparatòria, "The Grange", i a la seva escola pública, "Lancing College", a la qual va assistir de 1923 a 1928. Va mostrar un talent considerable per a la música, com a pianista i com a cantant, interpretant papers principals en produccions escolars. de les òperes de Gilbert i Sullivan. Era un jugador de cricket capaç i entusiasta, i va recordar durant tota la seva vida l'orgull que va sentir en anotar 81 no fora en un partit de prova contra Surrey al The Oval. Lancing tenia una forta tradició cristiana; mentre estava allí, Pears va sentir un sentit de vocació pel sacerdoci, però cada cop més va trobar que això era impossible de conciliar amb la seva consciència creixent de la seva homosexualitat.
El 1928, Pears va anar al "Keble College" d'Oxford per estudiar música. En aquesta etapa no estava segur de si el seu futur musical era com a cantant o com a intèrpret; durant el seu breu temps a la universitat va ser nomenat organista assistent temporal a l'"Hertford College", que va ser una experiència pràctica i útil. Headington comenta que un conservatori musical com el Royal College of Music li hauria anat millor a Pears que al curs d'Oxford, però en aquell moment es va veure com una progressió natural per a un nen d'escola pública anglès per continuar els seus estudis a Oxford o Cambridge. En aquest cas, Pears no va adoptar el règim acadèmic d'Oxford, que el va obligar a estudiar una sèrie de matèries abans d'especialitzar-se en música. Va suspendre els exàmens de primer any (Moderacions) i encara que tenia dret a repetir-los, va decidir no fer-ho i se'n va anar d'Oxford.

## Mestra i cantant
Sense una idea clara del seu futur, Pears va ocupar un lloc d'ensenyament a la seva antiga escola preparatòria el 1929. Entre els seus amics més estimats hi havia els bessons Peter Burra i Nell Burra; Peter era un amic íntim dels dies de Lancing, i Nell veia en Pears gairebé com un germà més. Ella el va instar a no derivar cap a una vida de mestre d'escola, i va concloure que el seu futur residia en el cant. Més tard va dir que va estar escoltant el tenor Steuart Wilson (un cosí llunyà) cantant l'Evangelista a la Passió per Sant Mateu de J S Bach que "em va encantar". Va sol·licitar amb èxit l'admissió al "Royal College of Music" de Londres, primer com a estudiant a temps parcial i després, d'haver rebut una beca, va estudiar a temps complet des de 1934. Va compartir pis amb Trevor Harvey i Basil Douglas. Va aparèixer en produccions d'òpera d'estudiants, trobant-se completament a casa a l'escenari i aprenent de l'experiència de cantar Delius amb Sir Thomas Beecham i papers en obres de Mozart i Puccini. Però, com a Oxford, no va acabar el curs. Li molestava subsistir amb els fons limitats d'un estudiant i volia uns ingressos bons i constants. Va fer una audició per a la BBC i va rebre un contracte de dos anys com a membre dels BBC Singers, un petit conjunt vocal.
El 1936 Pears va fer el seu primer enregistrament com a solista, a "Corpus Christi Carol" de Peter Warlock. Headington comenta "un lliurament de paraules reflexiu i un modelat sensible de frases que flueixen tranquil·lament, però també una certa blancor de to... una mena de so de catedral anglesa". El mateix any, després que Peter Burra rebés un préstec a llarg termini d'una casa de camp a Bucklebury Common, Berkshire, Pears va començar a quedar-se amb ell regularment, i va ser a través de Burra que va arribar a ser amistat amb el jove compositor en ascens Benjamin Britten, que s'havia convertit en un altre bon amic de Burra. El 1937 Burra va morir en un accident aeri. Pears i Britten es van oferir voluntaris per netejar les seves possessions de la casa, i el seu contacte diari durant aquest període va consolidar la seva amistat. Pears es va convertir ràpidament en la inspiració musical de Britten i amic íntim (encara que de moment platònic). La primera obra de Britten per a ell va ser composta poques setmanes després de la seva trobada, un escena del poema d'Emily Brontë, "Mil focs brillants", per a tenor i cordes.
Fins a aquest moment, Pears no havia seguit la seva carrera ni la seva formació vocal amb una gran determinació. Amb l'estímul de la música de Britten escrita per a ell es va concentrar molt més. Després de la seva mort, John Amis va escriure que Britten s'hauria convertit en un gran compositor sense Pears, però que Pears probablement no s'hauria convertit en un gran cantant sense Britten. Pears va prendre lliçons vocals de l'eminent cantant de Lieder Elena Gerhardt, però van ser d'una ajuda limitada per a ell, i va passar un temps abans que trobés un professor de veu totalment adequat. El 1938 va tenir la seva primera experiència professional amb l'òpera, com a estudiant i membre del cor a Glyndebourne.

## Amèrica i temps de guerra

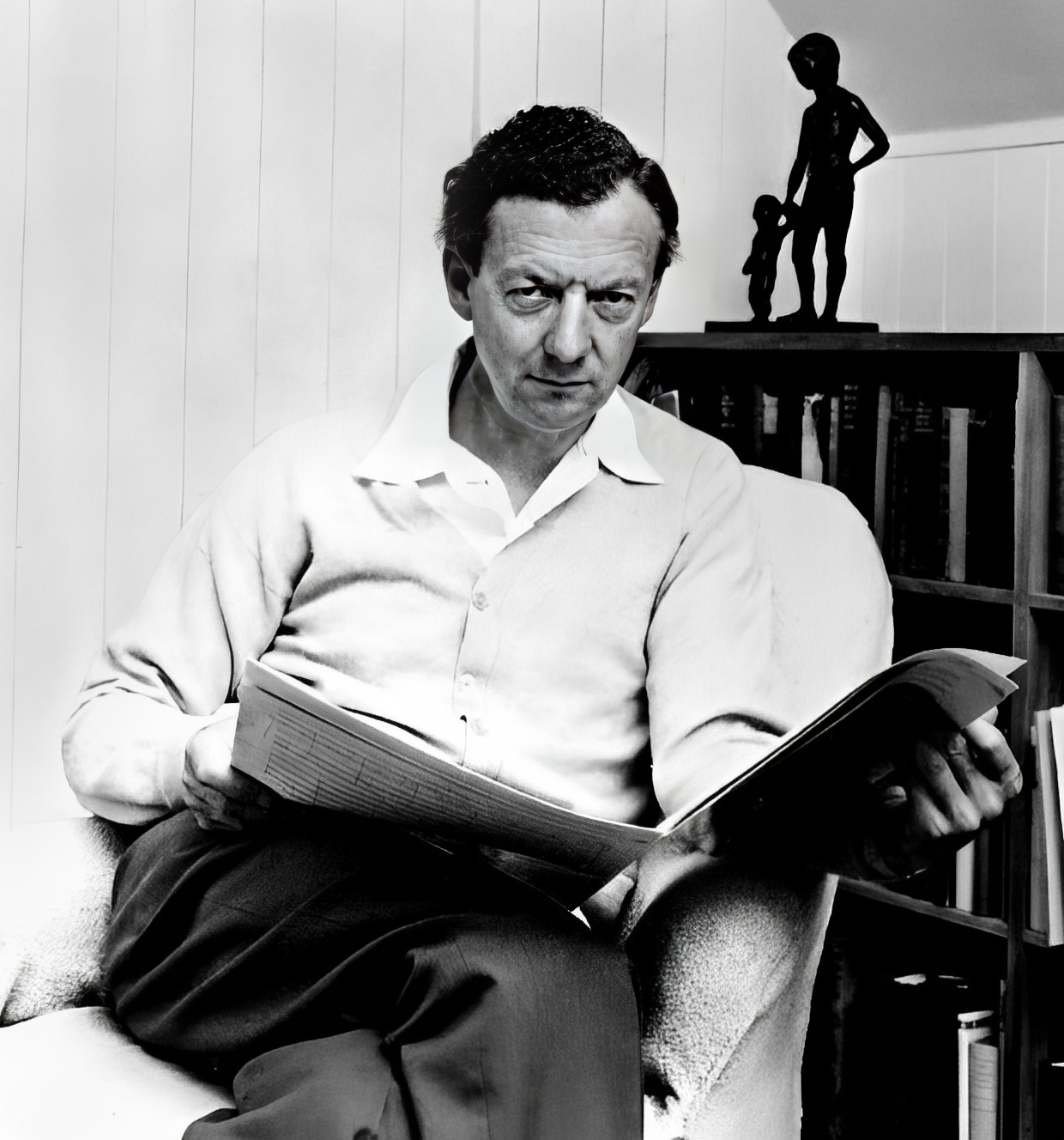
Britten, fotografia als anys 60

L'abril de 1939, Pears va acompanyar a Britten mentre navegava cap a Amèrica del Nord, anant primer al Canadà i després a Nova York. La seva relació va deixar de ser platònica, i des d'aleshores fins a la mort de Britten van ser companys tant en la seva vida professional com personal. Quan va començar la Segona Guerra Mundial, Britten i Pears van demanar consell a l'ambaixada britànica a Washington i se'ls va dir que haurien de romandre als EUA com a ambaixadors artístics. Pears es va inclinar a ignorar el consell i tornar a Anglaterra; Britten també va sentir la necessitat de tornar, però va acceptar el consell de l'ambaixada i va persuadir Pears de fer el mateix.
El 1940 Britten va compondre Set sonets de Miquel Àngel, el primer de molts cicles de cançons per a Pears. El compositor i biògraf David Matthews va descriure el cicle com la "declaració d'amor per Peter" de Britten. Els companys van fer una gravació privada de l'obra a Nova York poc després que es va completar, però l'estrena pública no va ser durant dos anys més. El 1941, estimulat per un article de revista d'EM Forster sobre el poeta de Suffolk George Crabbe, Pears va comprar a Britten una còpia de la col·lecció de poemes narratius de Crabbe "The Borough". Li va suggerir a Britten que la secció sobre el pescador Peter Grimes seria un bon tema per a una òpera. Britten va estar d'acord i, l'home de Suffolk, va quedar colpit amb una profunda nostàlgia pel poema. Més tard va dir: "De sobte em vaig adonar d'on pertanyia i del que em faltava". Ell i Pears van començar a planificar el seu retorn a Anglaterra. Van fer la perillosa travessia de l'Atlàntic l'abril de 1942.
Després d'haver arribat a Anglaterra, Britten i Pears van sol·licitar amb èxit el reconeixement oficial com a objectors de consciència, l'aplicació de Pears funcionava molt més bé que la de Britten. Una de les seves primeres actuacions juntes després del seu retorn va ser l'estrena pública del cicle de Miquel Àngel al Wigmore Hall el setembre de 1942. La seva gravació de l'obra per a HMV es va publicar el febrer de 1943. Britten estava tan obsessionat amb el so de la "veu celestial" de Pears que va fer tot el possible per dissuadir les sopranos de cantar el seu cicle de cançons anterior, Les Illuminations, encara que havia estat composta específicament per a la veu de soprano. Per a Pears, Britten va compondre una de les seves obres més populars, The Serenade for Tenor, Horn and Strings (1943).
A principis de 1943, Pears es va unir a la Sadler's Wells Opera Company. Els seus papers inclouen Tamino a La flauta màgica, Rodolfo a La bohème, el duc a Rigoletto, Alfredo a La traviata, Almaviva a El barber de Sevilla, Ferrando a Così fan tutte i Vašek a Prodaná nevěsta. La seva creixent experiència i experiència operística van afectar la composició de l'òpera de Britten Peter Grimes. El compositor s'havia plantejat la figura central, basada en el brutal pescador de Crabbe, com un baríton dolent, però va començar a repensar el personatge com "ni un heroi ni un dolent" i no un baríton sinó un tenor, escrit per adaptar-se a la veu de Pears. Al gener de 1944, Britten i Pears van començar una llarga associació amb la Decca Record Company, gravant quatre dels arranjaments de cançons populars de Britten. Al maig del mateix any, amb Dennis Brain i la "Boyd Neel Orchestra", van gravar la Serenade.

## Peter Grimes i English Opera Group
Quan la guerra s'acostava al final, la directora artística de Sadler's Wells, la cantant Joan Cross, va anunciar la seva intenció de reobrir la base de la companyia a Londres amb la nova òpera de Britten, Peter Grimes, fent-se a ella mateixa i a Pears en els papers principals. [n. 2] Hi va haver queixes dels membres de la companyia sobre el suposat favoritisme i la "cacofonia" de la partitura de Britten, així com alguns comentaris homòfobs mal reprimits. Peter Grimes va obrir el juny de 1945 i va ser aclamat pel públic i la crítica. La major part de l'extensa cobertura de premsa va tenir a veure amb l'obra, però també hi va haver elogis per a les interpretacions de Pears i Cross. Consternats per les lluites entre la companyia, Cross, Britten i Pears van trencar els seus vincles amb Sadler's Wells el desembre de 1945, i van fundar el que es convertiria en el English Opera Group.
La següent òpera de Britten, The Rape of Lucretia, es va presentar al primer Festival de Glyndebourne de la postguerra, l'any 1946. Va ser una peça de cambra per a vuit cantants i una orquestra de dotze intèrprets. Pears i Cross eren el cor masculin i femení, amb Kathleen Ferrier com a Lucrècia. Després del festival, l'obra va ser portada de gira per ciutats provincials sota la bandera de la "Glyndebourne English Opera Company", una aliança incòmoda de Britten i els seus associats amb John Christie, el propietari autocràtic de Glyndebourne. La gira va perdre molts diners, i Christie va anunciar que no subscriuria més gires. Britten i els seus associats van fundar el English Opera Group; el llibretista Eric Crozier i el dissenyador John Piper es van incorporar a Britten com a directors artístics. El propòsit exprés del grup era produir i encarregar noves òperes angleses i altres obres, presentant-les per tot el país. Britten va escriure l'òpera còmica Albert Herring per al grup l'any 1947. Pears va interpretar el paper principal, una de les seves excursions bastant rares a la comèdia. Les crítiques de l'òpera van ser diverses, però l'actuació de Pears com Albert, el nen de la mare que pateja els rastres, va rebre constantment bones notes.

## Aldeburgh
Mentre estava de gira com Albert, a Pears se li va ocórrer la idea de muntar un festival a la petita ciutat costanera de Suffolk d'Aldeburgh. Britten hi havia comprat una casa, i la ciutat va ser la seva residència principal durant la resta de la seva vida. El Festival d'Aldeburgh es va posar en marxa el juny de 1948, dirigit per Britten, Pears i Crozier. Per al festival inaugural, Albert Herring va tocar al Jubilee Hall, i la nova cantata de Britten, Saint Nicolas, es va presentar a l'església parroquial, amb Pears com a tenor solista. El festival va ser un èxit immediat i es va convertir en un esdeveniment anual que ha continuat fins al segle xxi.
Les noves obres de Britten van aparèixer a gairebé tots els festivals fins a la seva mort el 1976. Incloïen òperes en les quals Pears va crear papers principals i escrites tenint en compte la seva veu. Van anar des del còmic (Flauta en el somni d'una nit d'estiu, 1960) fins a allò profundament seriós (Aschenbach a La mort a Venècia, 1973). Les seves altres creacions a Aldeburgh inclouen The Madwoman a Curlew River (1964), Nabuchadnezzar a The Burning Fiery Furnace (1966) i The Tempter a The Prodigal Son (1968).
Per al grup d'òpera anglesa durant la dècada de 1950, Pears també va cantar Macheath a la versió radicalment revisada de Britten de The Beggar's Opera, Satyavān a Sāvitri de Gustav Holst i el paper principal a Idomeneo de Mozart. A Covent Garden va crear papers en òperes de Britten i Walton: Vere a Billy Budd (1951), Essex a Gloriana (1953) i Pandarus a Troilus and Cressida (1954). Entre els seus papers en òperes més antigues hi havia Tamino, Vašek i David a Die Meistersinger von Nürnberg.
Al llarg de les dècades de 1940 i 1950, Pears va ampliar contínuament el seu repertori de recitals i concerts. Va cantar el seu primer Gerontius el 1944, i la part de tenor a Das Lied von der Erde el mateix any. Des de finals de la dècada de 1940 es va guanyar una reputació internacional com a Evangelista de la Passió per Sant Mateu. El crític musical David Cairns va escriure: "La interpretació de Pears del paper de l'evangelista a les Passions de Bach semblava completa com la de cap altre cantant: abastava tots els girs del drama, la llàstima, la ira, la desesperació, la resignació". Lieder de Schubert, Schumann i altres, gairebé sempre va estar acompanyat per Britten, una associació que Headington anomena "una unitat artística tan gairebé com es podria imaginar"; Cairns anomena les seves actuacions de Lieder "que no s'oblidaran mai". Van fer enregistraments per a Decca de Die schöne Müllerin, Winterreise i Dichterliebe que s'han mantingut impresos des del seu primer número a la dècada de 1960.

## Anys posteriors
Entre els moments més destacats de la carrera de Pears als anys seixanta va ser l'estrena del War Requiem de Britten el maig de 1962, que va marcar la consagració de la nova catedral de Coventry. Britten la va compondre pensant en les veus de Pears, Dietrich Fischer-Dieskau i Galina Vishnevskaya. Les autoritats soviètiques van impedir que Vishnevskaya participés (fou substituïda per Heather Harper), però el gener de 1963 els tres solistes previstos van participar en un enregistrament de Decca dirigit per Britten, que inesperadament es va convertir en un best-seller. A més de la seva col·laboració amb Britten, Pears en va establir una altra amb Julian Bream, qui, com a lutista, el va acompanyar en moltes obres, sobretot les de compositors anglesos del període Tudor.
Pears i Britten van mantenir un fort programa de gires internacionals i van fer moltes emissions i enregistraments de gramòfon. A la dècada de 1970, Pears va crear papers a les dues últimes òperes de Britten, interpretant el general Wingrave a Owen Wingrave gravat a Aldeburgh per a la seva estrena, que va ser a la televisió de la BBC, i Aschenbach a Death in Venice (1973). Va ser en aquest darrer paper que Pears va fer el seu debut a la Metropolitan Opera de Nova York, als 64 anys.
Després de la mort de Britten l'any 1976, Pears va tenir la sort de trobar un altre acompanyant amb el qual pogués col·laborar de manera fructífera. Amb Murray Perahia, Pears va interpretar obres com els Sonets de Michelangelo de Britten i el Liederkreis de Schumann amb l'aclamació de la crítica. Va continuar actuant fins que un ictus va acabar amb la seva carrera de cantant el 1980 poc després de les celebracions del seu setanta aniversari. Després d'això, va romandre com a director actiu del Festival d'Aldeburgh, i va ensenyar a la Britten-Pears School que ell i la seva parella havien creat el 1972.

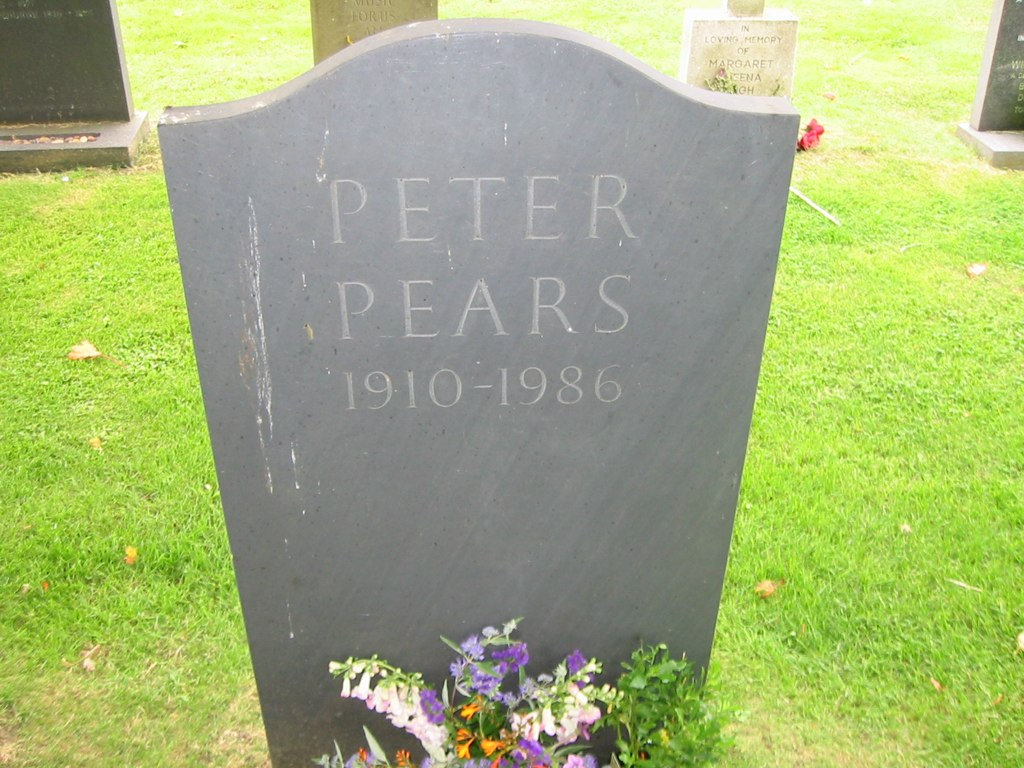
La tomba de Pears a l'església de Sant Pere i Sant Pau, Aldeburgh, Suffolk

Pears va morir a Aldeburgh el 3 d'abril de 1986 a l'edat de 75 anys. Va ser enterrat al costat de Britten al cementiri de l'església parroquial de Sant Pere i Sant Pau, Aldeburgh.

## Veu
La veu de Pears era inconfusible i controvertida. Alguns amants de la música van trobar el seu timbre característic poc agradable. El crític Alan Blyth ho va descriure així:
| « | Clar, llenç i gairebé instrumental en qualitat, era capaç d'una gran varietat expressiva i flexibilitat, si no una àmplia gamma de colors. El seu timbre interior i reflexiu, tenyit de poesia, va ser explotat artísticament per Britten, des del paper de Peter Grimes fins al d'Aschenbach, però la veu també podia ser dominant, gairebé heroica, com es mostrava en les seccions més vehements del paper del capità Vere. o a la part de la Madwoman al riu Curlew. | » |

David Cairns va estar d'acord generalment, escrivint:
| « | La seva veu... no era bella en si mateixa; el seu timbre de canya era tan idiosincràtic que per a algunes persones es va interposar entre ells i la música. Fins i tot els seus innombrables admiradors podrien haver coincidit que, considerat objectivament, mancava de calidesa i varietat de color. Però tan gran era la seva habilitat i tan subtil i imaginativa la seva sensibilitat musical i domini de la flexió que transmetia, juntament amb el seu aire d'autoritat patricia, una extraordinària riquesa d'atmosfera i sentiment. | » |

## Honors i premis
Pears va rebre títols honorífics o beques de tres acadèmies de música i nou universitats del Regne Unit i dels Estats Units. Va ser nomenat Comandant de l'Ordre de l'Imperi Britànic (CBE) el 1957, i va ser nomenat cavaller el 1978. Altres premis van incloure la Medalla del Jubileu de la Reina, 1977, Músic de l'Any, Incorporated Society of Musicians, 1978, i la Medalla de Servei Llarg de la Royal Opera House, 1979.

## Enregistraments
Per a Decca, Pears va gravar gairebé tota la música escrita per a ell per Britten. La principal excepció és el paper del comte d'Essex a Gloriana, que no es va registrar fins després de la mort de Britten i Pears. Els altres enregistraments per Decca de Pears van des de la música antiga de John Dowland, Heinrich Schütz i els seus contemporanis fins a Walton's Façade, i inclouen un repertori tan variat com l'Emperador a Turandot de Giacomo Puccini, el paper principal a lÈdip Rei de Ígor Stravinski i la part de tenor a L'enfance du Christ d'Hector Berlioz. Els seus enregistraments per a altres companyies inclouen el paper de l'Evangelista a la Passió segons sant Mateu de Bach (versió EMI de 1961 d'Otto Klemperer), la part de tenor a la Missa en si menor del mateix compositor i La bonne chanson de Fauré.